# Myotis punicus
Murin du Maghreb
Espèce
Statut de conservation UICN

 DD  : Données insuffisantes
Myotis punicus, le Murin du Maghreb, est une espèce de chauve-souris vespérales.

## Systématique
L'espèce Myotis punicus a été décrite en 1977 par Heinz Felten (d) (1922-2000), Friederike Spitzenberger (d) (1939-) et Gerhard Storch (1939-2017).

## Distribution

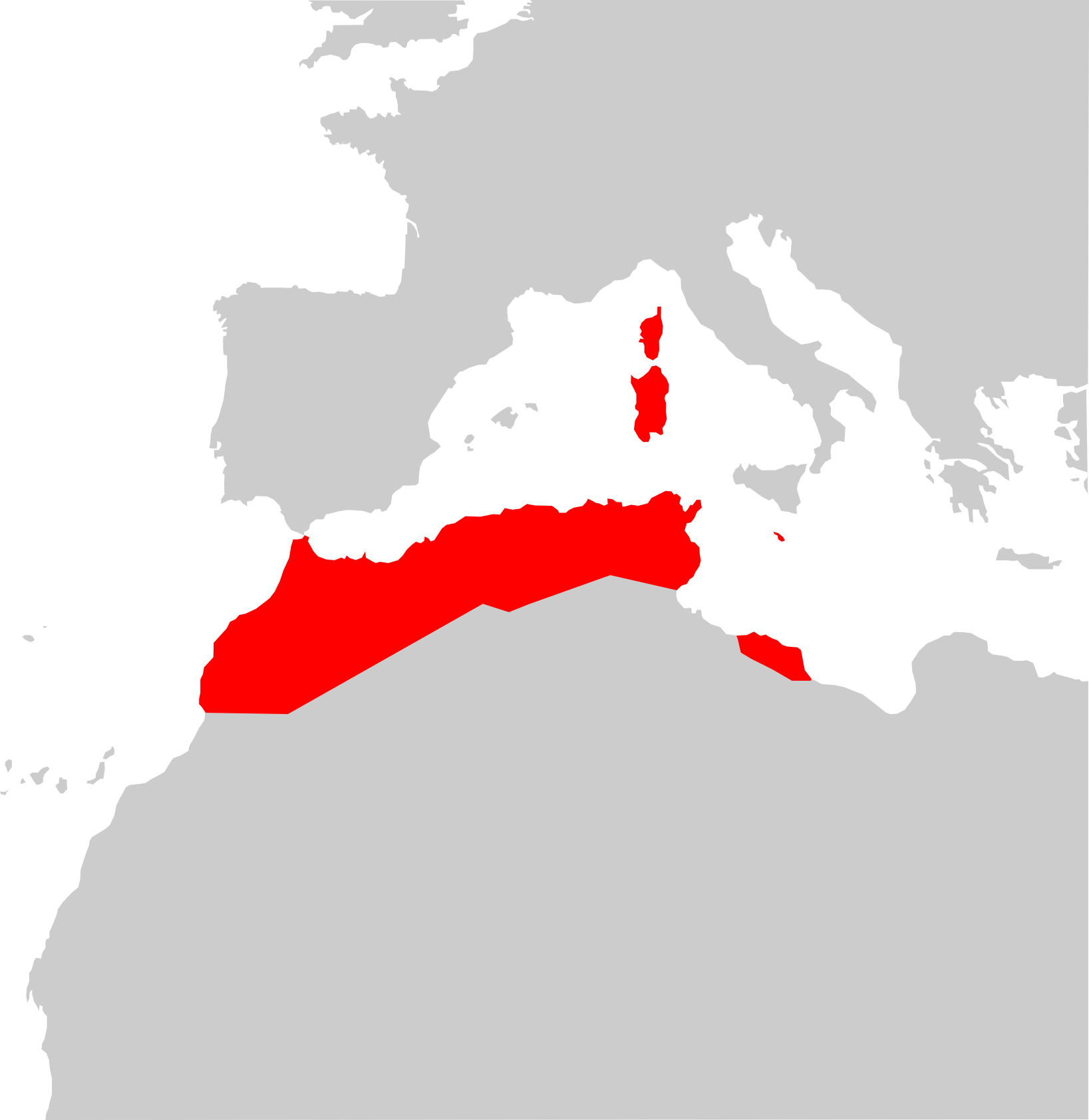
Répartition géographique de l'espèce

On le trouve au Maroc, en Algérie, en Tunisie, en Libye (Tripolitaine du Nord), à Malte, en France (Corse) et Italie (Sardaigne). 
Ses habitats naturels sont les forêts tempérées, les arbustes tempérés, les arbustes secs subtropicaux ou tropicaux, la végétation arbustive de type méditerranéen, les prairies tempérées, les grottes, les habitats souterrains (autres que les grottes), les terres arables, les jardins ruraux et les terres irriguées. L'espèce a été localisée jusqu'en bordure du Sahara (en Tunisie dans tout le pays jusqu'à Ghomrassen et dans le parc national de Bouhedma).

## Spécificités
L'espèce -au moins en ce qui concerne les individus du Nord de la Tunisie- semble capable de donner naissance à une date beaucoup plus précoce que ce qui a été rapporté pour les espèces apparentées Myotis myotis et Myotis blythii en Europe ou dans l'Ouest Asiatique : des individus nés de l'année capable de voler ont été observés dans les grottes d'el Haouariya le 24 mai 2011 (donc nés trois ou quatre semaines au préalable).